# اونو نو ایموکو

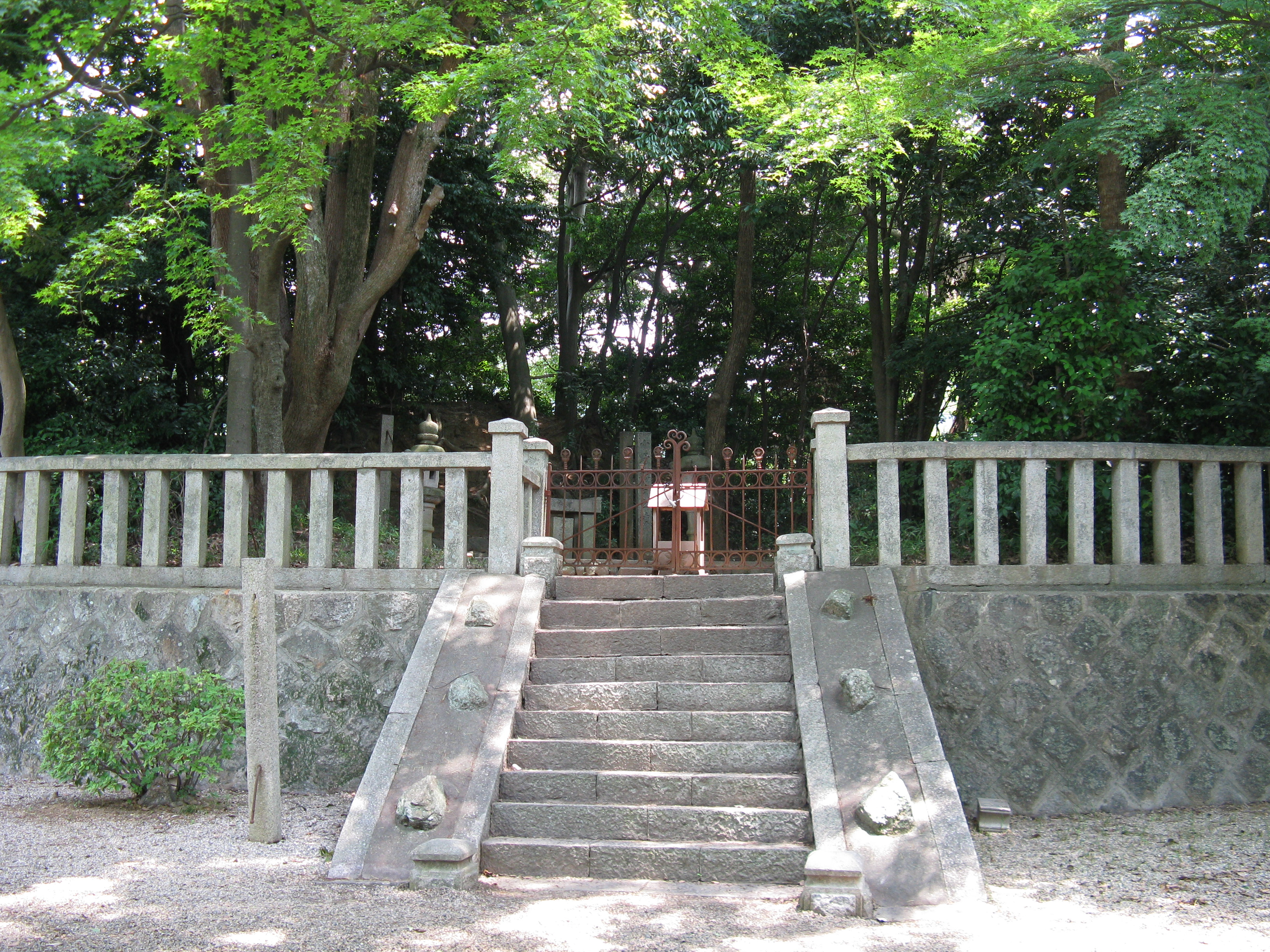
نمایی از مزار «اونو نو ایموکو» در اوساکا - ۲۰۰۸

اونو نو ایموکو (به ژاپنی: 小野 妹子 Ono no Imoko) یک سیاستمدار و دیپلمات در اوایل قرن هفتم میلادی در دوره آسوکا اهل ژاپن بود. وی توسط امپراتریس سویکو منصوب شده بود.